# Steinkiste auf dem Lundskullen

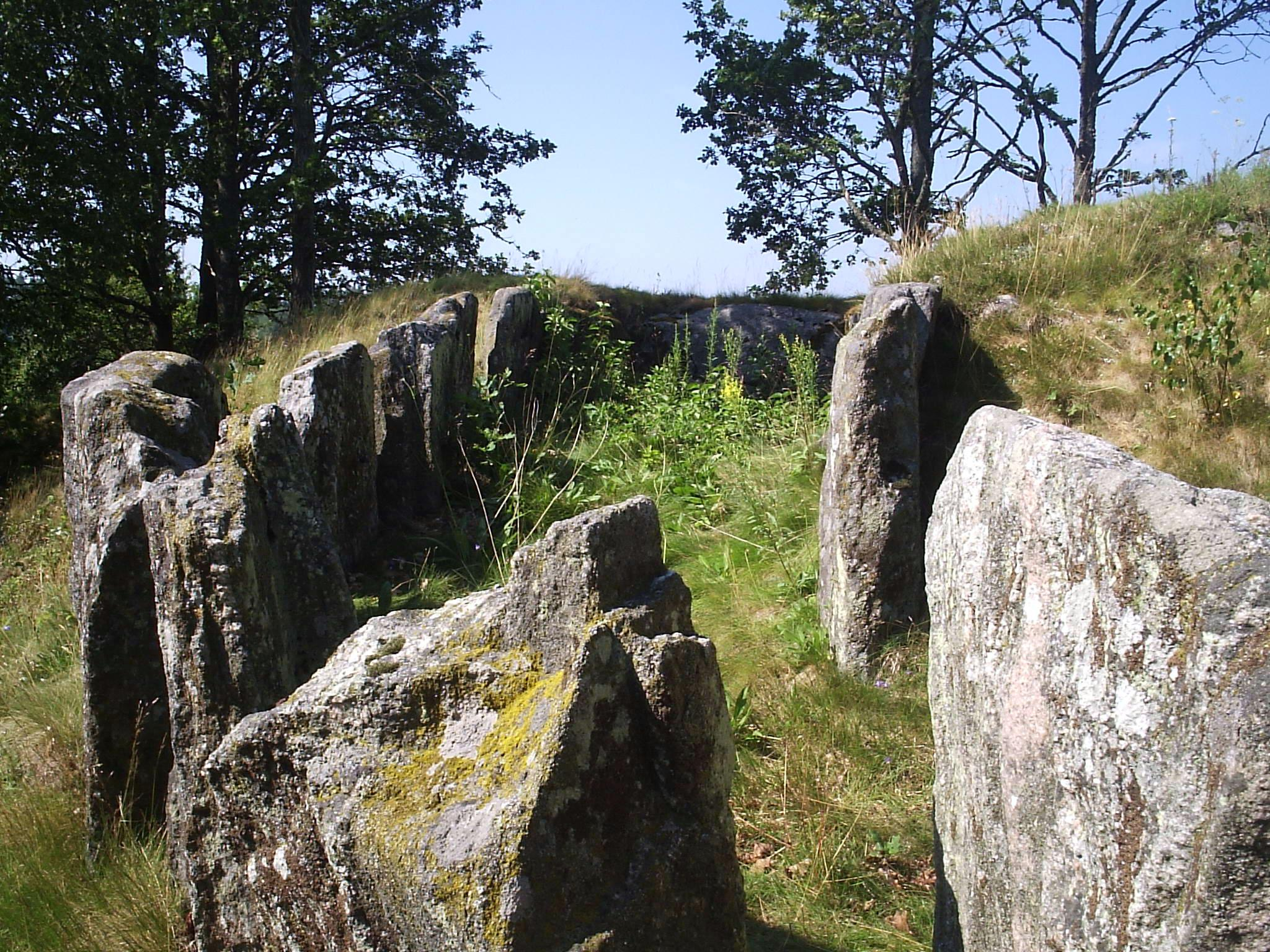
Steinkiste auf dem Lundskullen

Die Steinkiste auf dem Lundskullen (Hügel) liegt bei Södra Härene in der Provinz Västergötland in Schweden. Der Hügel, auf dem sich auch 40 Menhire, mehrere  Steinkreise und Rösen und ein Treudd befinden, gehört zu einem Gräberfeld aus der Eisenzeit, während die beiden Steinkisten als älteste Monumente auf dem Platz neolithisch sind und etwa 3000 v. Chr. entstanden. 
Die südliche große megalithische Steinkiste liegt in der Nähe des Hofes Fötene Östergård. Sie ist zehn Meter lang und drei Meter breit. Der Zugang lag im Süden mit einer leichten Drehung nach Osten. Während die seitlichen Tragsteine und ein Endstein nahezu vollständig erhalten sind, fehlen der Zugangsstein und sämtliche Decksteine der Megalithanlage. 
Eine zweite halbverfallene Steinkiste liegt etwa 100 Meter östlich. 

## In der Nähe
Unweit des Lundskullen liegt die mittelalterliche Kirchenruine von Södra Härene. Bei der Kirche, auf dem Jättakullen, liegt die mit 14 Metern Länge größte Steinkiste Schwedens die Steinkiste von Södra Härene.